# El Castellot (Oristà)
El Castellot és una obra d'Oristà (Lluçanès) inclosa a l'Inventari del Patrimoni Arquitectònic de Catalunya.

## Descripció
Les restes arquitectòniques anomenades el Castellot actualment forment part de la planta baixa d'un habitatge unifamiliar
Aquestes restes consisteixen en els murs d'una antiga casa reaprofitats en la nova construcció. Els murs són de pedres rectangulars ben tallades formant fileres regulars i lligades amb morter.
En una de les llindes, de fusta, d'aquesta part antiga hi ha la data 1896.

## Història
La tipologia de la construcció ens fa pensar en restes de construcció d'època romànica.